# Charles Lenglier
Charles Lenglier est un homme politique français né le 22 mars 1748 à Feuquières (Oise) et décédé le 2 juin 1807 à Grandvilliers (Oise).
Cultivateur à Feuquières, il est député du tiers état aux États généraux de 1789 pour le bailliage d'Amiens. Il est ensuite juré au tribunal criminel en 1793, puis receveur du district de Grandvilliers et maire de la commune jusqu'à son décès.

## Sources
- « Charles Lenglier », dans Adolphe Robert et Gaston Cougny, Dictionnaire des parlementaires français, Edgar Bourloton, 1889-1891 [détail de l’édition]